# Arctodium vulpina
Arctodium vulpina är en skalbaggsart som beskrevs av Wilhelm Ferdinand Erichson 1835. Arctodium vulpina ingår i släktet Arctodium och familjen Glaphyridae. Inga underarter finns listade.